# Chuck, fais ton choix !
 (avril 2018).
Si vous disposez d'ouvrages ou d'articles de référence ou si vous connaissez des sites web de qualité traitant du thème abordé ici, merci de compléter l'article en donnant les références utiles à sa vérifiabilité et en les liant à la section « Notes et références ».
Chuck, fais ton choix ! (Chuck's Choice) est une série d'animation canadienne en vingt épisodes de 22 minutes produite par DHX Media et diffusée entre le 6 mai au 9 juin 2017 sur YTV et en français sur Télétoon.
Cette série a été diffusée en France sur Boing en mai 2017.

## Synopsis
La série raconte l'histoire d'un enfant de 10 ans qui réclame un cadeau d'un robot intergalactique appelé Dédé pour manifester l'un des trois choix tout au long de sa journée, menant à des aventures.
C'est ce que l'on appelle le "Mode Décideur" et le temps semble geler pour tout le monde sauf Dédé et "Le Décideur" (normalement Chuck). Bien qu'ils semblent aléatoires, Dédé révèle la possibilité d'influencer la sélection dans "Qui part par la chasse" quand il génère trois options identiques pour demander l'aide d'un singe pirate pour sauver Ariana, le poisson rouge qu'il se lie d'amitié avec Misha, le meilleur ami de Chuck.

## Distribution

### Voix originales
- Sabrina Pitre : Chuck McFarlane
- Kira Tozer : Misha
- Ryan Beil : UD

### Voix françaises
- Stéphanie Flamand: Chuck McFarlane
- Shérine Seyad : Misha
- Brieuc Lemaire: Dédé
- Antoni Lo Presti
- Stany Mannaert
- Grégory Praet
- Valérie Lecot
- Pierre Bodson
- Didier Colfs
- Alexis Flamant
- Michel Hinderyckx
- Elsa Poisot
- Elisabeth Guinard
- Générique : Aurélie Konate
- Direction Artistique : Jean-Marc Delhausse et Cécile Florin; Edwige Chandelier (chansons)
- Société de doublage : Lylo
- Adaptation : Marie Caussr

## Épisodes
| Saisons | Saisons | Épisodes | Canada          | Canada        |
| Saisons | Saisons | Épisodes | Début de saison | Fin de saison |
| ------- | ------- | -------- | --------------- | ------------- |
|         | 1       | 20       | 7 mai 2017      | 9 juin 2017   |